# Parafia Trójcy Świętej w Mariampolu
Parafia Trójcy Świętej – prawosławna parafia w Mariampolu, należąca do dekanatu kowieńskiego. 
Jej świątynią jest zabytkowa cerkiew cmentarna pod tym samym wezwaniem. W 1937 parafia liczyła 137 osób. Po II wojnie światowej liczba wiernych znacznie się zmniejszyła (45 w 1945), mimo to wspólnota we własnym zakresie przeprowadziła remont cerkwi (ukończony w 1949). W latach 1959–1992 świątynia była zamknięta, następnie została zwrócona wspólnocie parafialnej, odrestaurowana i w 2006 przywrócona do użytku liturgicznego. W 2007 wyznaczono stałego proboszcza parafii. 
Nabożeństwa odprawiane są raz w miesiącu (w jedną z sobót).

## Wykaz proboszczów
- 1923–1934 – ks. prot. Joann Lewicki
- 1934–1951 – ks. prot. Leonid Worobijew
- 1951–1956 – ks. Nikołaj Sawicki
- 1956–1959 – duchowieństwo z Kowna
- od 2007 – ks. Igor Rinkiewicz